# Parc Nacional de Ķemeri
El Parc Nacional de Ķemeri (en letó, Ķemeru nacionālais parks) és un parc nacional que està situat a l'àrea de Ķemeri, a l'oest de la ciutat de Jurmala, a Letònia.
Fundat el 1997, Kemeri és el tercer parc nacional més gran al país, amb una superfície de 381,65 quilòmetres quadrats. El territori del parc està pràcticament cobert per boscos i aiguamolls, la més important d'elles és el Gran Páramo Kemeri (letó: Lielais Ķemeru tīrelis). També hi ha diversos llacs i llacunes que es creu són l'antic «Mar Littorina». El Llac Kaņieris és un lloc Ramsar. El parc també protegeix un famós brollador amb minerals i fangs naturals, que s'utilitza des de fa segles a causa de la seva naturalesa terapèutica. Les seves atraccions van portar al desenvolupament de molts centres turístics, balnearis i sanatoris durant el segle xix .